# Ocotea rubriflora
Ocotea rubriflora là loài thực vật có hoa trong họ Nguyệt quế. Loài này được Mez miêu tả khoa học đầu tiên năm 1889.